# Полиморфные генераторы
Полиморфные генераторы — исполнимые модули в составе компьютерных вирусов, главной функцией которых является шифрование тела вируса случайным ключом и генерация соответствующего случайного, но работающего расшифровщика. В итоге копии вирусов, зашифрованные полиморфными генераторами, могут не совпадать ни в одном байте и иметь разную длину.
Сам полиморфный генератор не является вирусом, поскольку не имеет алгоритма заражения файлов или иного способа размножения.
Полиморфные генераторы как правило распространяются в виде объектного модуля, содержащего этот генератор и линкующегося к вирусному коду при трансляции. Вызов функции полиморфного шифрования и генерации расшифровщика осуществляется из тела вируса вызовом соответствующей external-процедуры перед командами записи в файл.
Известные полиморфные генераторы для вирусов в среде MS-DOS:
- MtE (Mutation Engine)
- TPE (Trident Polymorphic Engine)
- NED (NuKE Encryption Device)
- SMEG
- TCE
- VICE (Virogen’s irregular Code Engine)
- DAME (Dark Avenger’s Mutation Engine)

Всего было создано несколько десятков полиморфных генераторов для вирусов в среде MS-DOS.